# مسابقات قهرمانی کشتی آسیا ۲۰۰۶
کشتی قهرمانی آسیا ۲۰۰۶ نوزدهمین دوره از رقابت‌های قهرمانی آسیا می‌باشد که از ۴ تا ۹ آوریل ۲۰۰۵ در آلماتی، قزاقستان برگزار گردید.

## جدول مدال‌ها
| رتبه            | کشور            | طلا | نقره | برنز | مجموع |
| --------------- | --------------- | --- | ---- | ---- | ----- |
| ۱               | قزاقستان        | ۶   | ۲    | ۶    | ۱۴    |
| ۲               | ژاپن            | ۵   | ۲    | ۲    | ۹     |
| ۳               | ایران           | ۳   | ۲    | ۵    | ۱۰    |
| ۴               | کرهٔ جنوبی       | ۳   | ۰    | ۹    | ۱۲    |
| ۵               | چین             | ۲   | ۶    | ۳    | ۱۱    |
| ۶               | کرهٔ شمالی       | ۱   | ۳    | ۰    | ۴     |
| ۷               | مغولستان        | ۱   | ۲    | ۲    | ۵     |
| ۸               | قرقیزستان       | ۰   | ۲    | ۳    | ۵     |
| ۹               | ازبکستان        | ۰   | ۱    | ۷    | ۸     |
| ۱۰              | تایوان          | ۰   | ۱    | ۲    | ۳     |
| ۱۱              | ویتنام          | ۰   | ۰    | ۲    | ۲     |
| ۱۲              | عراق            | ۰   | ۰    | ۱    | ۱     |
| مجموع (۱۲ کشور) | مجموع (۱۲ کشور) | ۲۱  | ۲۱   | ۴۲   | ۸۴    |

## رده‌بندی تیمی
| رتبه | آزاد مردان | آزاد مردان | فرنگی مردان | فرنگی مردان | آزاد زنان | آزاد زنان |
| رتبه | تیم        | امتیازات   | تیم         | امتیازات    | تیم       | امتیازات  |
| ---- | ---------- | ---------- | ----------- | ----------- | --------- | --------- |
| ۱    | ایران      | ۵۵         | قزاقستان    | ۶۱          | ژاپن      | ۶۸        |
| ۲    | قزاقستان   | ۵۴         | کرهٔ جنوبی   | ۶۰          | چین       | ۶۲        |
| ۳    | ژاپن       | ۳۸         | ایران       | ۵۰          | قزاقستان  | ۴۰        |
| ۴    | مغولستان   | ۳۶         | ازبکستان    | ۴۸          | قرقیزستان | ۳۵        |
| ۵    | چین        | ۳۵         | قرقیزستان   | ۴۴          | کرهٔ جنوبی | ۳۲        |

## خلاصه مدال‌ها

### آزاد مردان
| رویداد | طلا                                | نقره                           | برنز                               |
| ۵۵ ک‌گ  | محمد رضایی · ایران                 | Jon Hyon-guk · کرهٔ شمالی       | Masashi Saito · ژاپن               |
| ۵۵ ک‌گ  | محمد رضایی · ایران                 | Jon Hyon-guk · کرهٔ شمالی       | Yoo Hyun-jin · کرهٔ جنوبی           |
| ۶۰ ک‌گ  | ری یونگ-چول · کرهٔ شمالی            | مراد محمدی · ایران             | Bauyrzhan Orazgaliyev · قزاقستان   |
| ۶۰ ک‌گ  | ری یونگ-چول · کرهٔ شمالی            | مراد محمدی · ایران             | Sengedorjiin Sükhbaatar · مغولستان |
| ۶۶ ک‌گ  | Leonid Spiridonov · قزاقستان       | Buyanjavyn Batzorig · مغولستان | باک جین-گوک · کرهٔ جنوبی            |
| ۶۶ ک‌گ  | Leonid Spiridonov · قزاقستان       | Buyanjavyn Batzorig · مغولستان | Arslan Khutaliev · ازبکستان        |
| ۷۴ ک‌گ  | هادی حبیبی · ایران                 | Si Riguleng · چین              | Talant Jekshenov · قرقیزستان       |
| ۷۴ ک‌گ  | هادی حبیبی · ایران                 | Si Riguleng · چین              | Yosuke Kato · ژاپن                 |
| ۸۴ ک‌گ  | Chagnaadorjiin Ganzorig · مغولستان | زائوربک سوخیف · ازبکستان       | مجید خدایی · ایران                 |
| ۸۴ ک‌گ  | Chagnaadorjiin Ganzorig · مغولستان | زائوربک سوخیف · ازبکستان       | گنادی لالیف · قزاقستان             |
| ۹۶ ک‌گ  | نورژان کاتایف · قزاقستان           | الکسی کروپنیاکف · قرقیزستان    | حمید سیفی · ایران                  |
| ۹۶ ک‌گ  | نورژان کاتایف · قزاقستان           | الکسی کروپنیاکف · قرقیزستان    | Gürjavyn Batpürev · مغولستان       |
| ۱۲۰ ک‌گ | مارید موتالیموف · قزاقستان         | Liang Lei · چین                | هادی پورعلیجان · ایران             |
| ۱۲۰ ک‌گ | مارید موتالیموف · قزاقستان         | Liang Lei · چین                | Urmat Mustapaev · قرقیزستان        |

### فرنگی مردان
| رویداد | طلا                            | نقره                            | برنز                         |
| ۵۵ ک‌گ  | لی جونگ-باک · کرهٔ جنوبی        | Cha Kwang-su · کرهٔ شمالی        | Akbar Kuziev · ازبکستان      |
| ۵۵ ک‌گ  | لی جونگ-باک · کرهٔ جنوبی        | Cha Kwang-su · کرهٔ شمالی        | حمید بنی‌تمیم · ایران         |
| ۶۰ ک‌گ  | نورباکیت تنگیزبایف · قزاقستان  | جیانگ شنگ · چین                 | Bae Myung-hwan · کرهٔ جنوبی   |
| ۶۰ ک‌گ  | نورباکیت تنگیزبایف · قزاقستان  | جیانگ شنگ · چین                 | Jakhongir Imanov · ازبکستان  |
| ۶۶ ک‌گ  | جونگ جی-هیون · کرهٔ جنوبی       | Kim Kum-chol · کرهٔ شمالی        | Ravshan Ruzikulov · ازبکستان |
| ۶۶ ک‌گ  | جونگ جی-هیون · کرهٔ جنوبی       | Kim Kum-chol · کرهٔ شمالی        | Beibit Nugumanov · قزاقستان  |
| ۷۴ ک‌گ  | داوود عابدین‌زاده · ایران       | دانیار کوبونوف · قرقیزستان      | Bakhodir Muminov · ازبکستان  |
| ۷۴ ک‌گ  | داوود عابدین‌زاده · ایران       | دانیار کوبونوف · قرقیزستان      | Roman Melyoshin · قزاقستان   |
| ۸۴ ک‌گ  | Kim Jung-sub · کرهٔ جنوبی       | Vitaliy Zakharchenko · قزاقستان | Denis Zdorikov · ازبکستان    |
| ۸۴ ک‌گ  | Kim Jung-sub · کرهٔ جنوبی       | Vitaliy Zakharchenko · قزاقستان | قاسم رضایی · ایران           |
| ۹۶ ک‌گ  | Margulan Assembekov · قزاقستان | Chen Xiaofei · چین              | Abdulmalik Aliev · ازبکستان  |
| ۹۶ ک‌گ  | Margulan Assembekov · قزاقستان | Chen Xiaofei · چین              | Han Tae-young · کرهٔ جنوبی    |
| ۱۲۰ ک‌گ | گئورگی سورتسومیا · قزاقستان    | سجاد برزی · ایران               | Kim Gwang-seok · کرهٔ جنوبی   |
| ۱۲۰ ک‌گ | گئورگی سورتسومیا · قزاقستان    | سجاد برزی · ایران               | Jasim Breesam · عراق         |

### آزاد زنان
| رویداد | طلا                      | نقره                      | برنز                        |
| ۴۸ ک‌گ  | Yuri Funatsu · ژاپن      | Wu Li-chuan · تایوان      | Li Xiaomei · چین            |
| ۴۸ ک‌گ  | Yuri Funatsu · ژاپن      | Wu Li-chuan · تایوان      | Kim Hyung-joo · کرهٔ جنوبی   |
| ۵۱ ک‌گ  | Wen Juling · چین         | Yuri Kai · ژاپن           | Lê Thị Trang · ویتنام       |
| ۵۱ ک‌گ  | Wen Juling · چین         | Yuri Kai · ژاپن           | Wang Ying-chi · تایوان      |
| ۵۵ ک‌گ  | Chikako Matsukawa · ژاپن | Liu Haixin · چین          | Nghiêm Thị Giang · ویتنام   |
| ۵۵ ک‌گ  | Chikako Matsukawa · ژاپن | Liu Haixin · چین          | Lee So-lae · کرهٔ جنوبی      |
| ۵۹ ک‌گ  | Seiko Yamamoto · ژاپن    | Su Lihui · چین            | Su Ying-tzu · تایوان        |
| ۵۹ ک‌گ  | Seiko Yamamoto · ژاپن    | Su Lihui · چین            | Park Sang-eun · کرهٔ جنوبی   |
| ۶۳ ک‌گ  | Ayako Shoda · ژاپن       | یلنا شالیگینا · قزاقستان  | Hang Jin-young · کرهٔ جنوبی  |
| ۶۳ ک‌گ  | Ayako Shoda · ژاپن       | یلنا شالیگینا · قزاقستان  | Gao Pei · چین               |
| ۶۷ ک‌گ  | Su Huihua · چین          | Mimi Sugawara · ژاپن      | Olga Kalinina · قزاقستان    |
| ۶۷ ک‌گ  | Su Huihua · چین          | Mimi Sugawara · ژاپن      | Yana Panova · قرقیزستان     |
| ۷۲ ک‌گ  | کیوکو هاماگوچی · ژاپن    | بورما اوچیربات · مغولستان | Qin Xiaoqing · چین          |
| ۷۲ ک‌گ  | کیوکو هاماگوچی · ژاپن    | بورما اوچیربات · مغولستان | Olga Zhanibekova · قزاقستان |